# 아소산 공원 도로

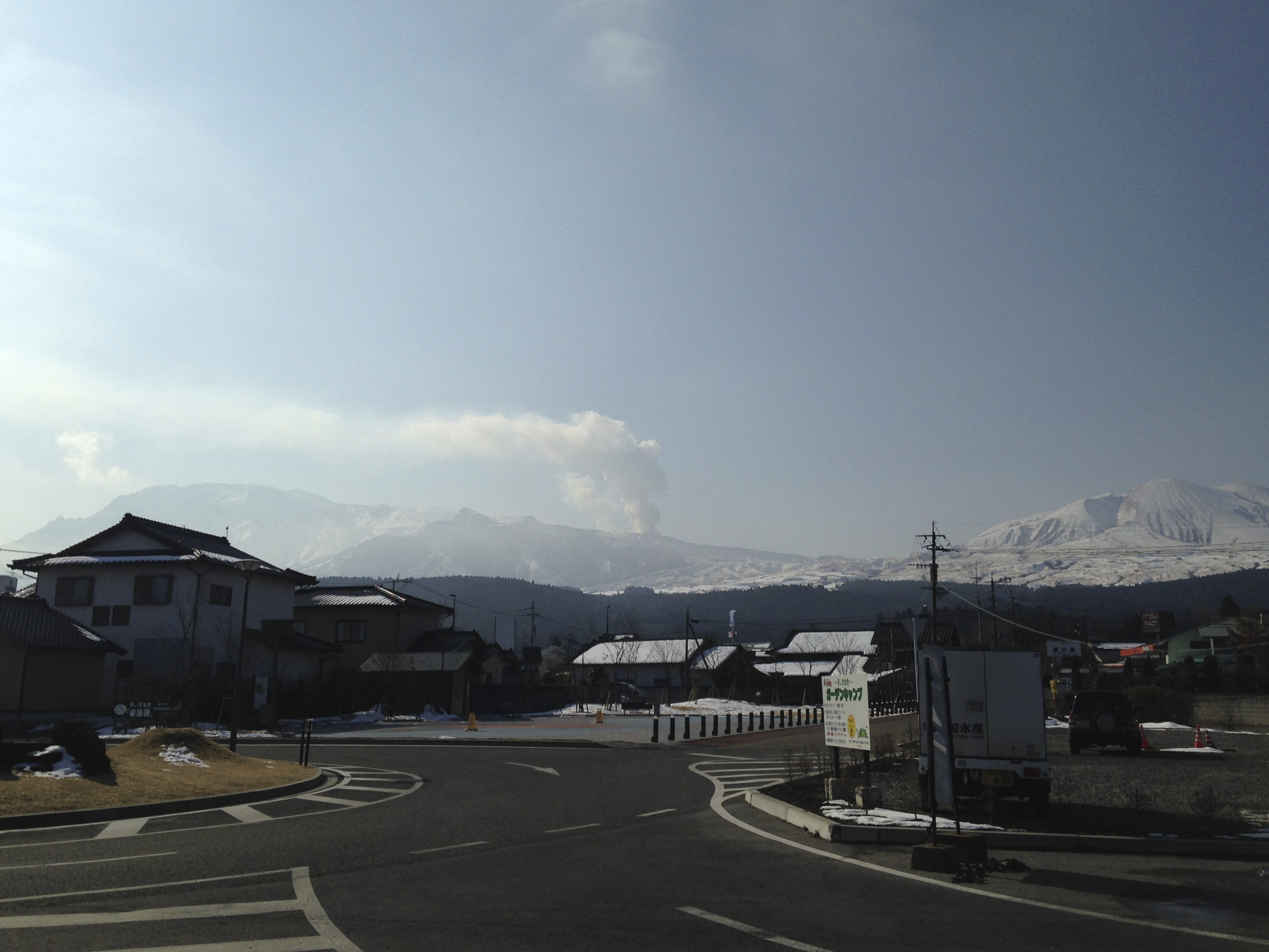
아소산 공원 도로 (구마모토 현 아소시), 아소역 앞

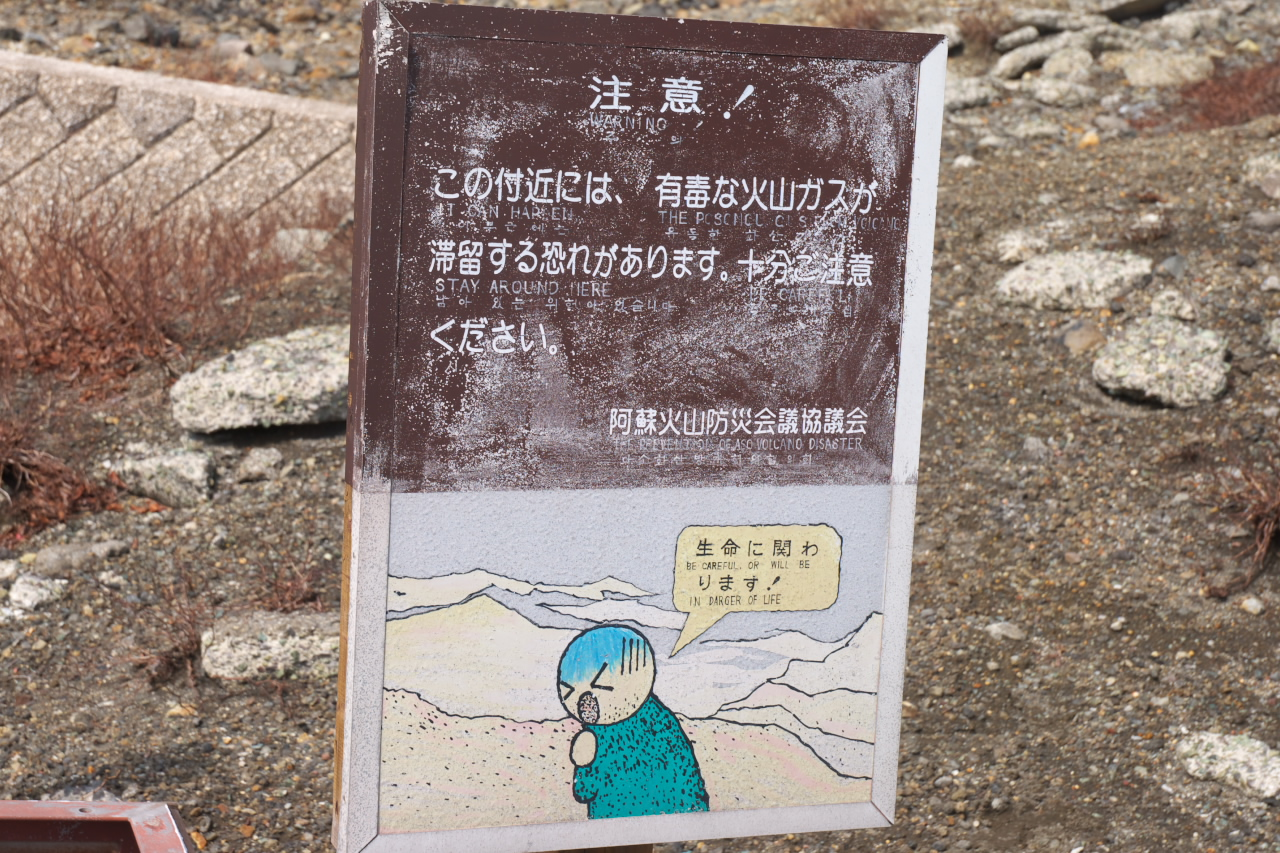
유독성 가스 경고문

아소산 공원 도로(阿蘇山公園道路)는 구마모토현 아소시에 있는 유료 도로이다. 아소산의 산상 광장에서 나카다케 화구 부근의 주차장까지 접근할 수 있다. 《자연공원법》 및 《아소산 공원도로 설치 및 사용료 징수 조례》에 근거하여 만든 공원 도로로 아소시가 관리하고 있다.
공원도로가 평행하고 보행자 전용 도로가 설치되어 있어 보행자는 이 도로를 통해 나카다케까지 등산할 수 있다. 아소산 주변에는 강한 화산 가스(아황산가스 등)가 발생하고 있으며, 특히 화산 가스가 대량으로 발생하는 경우 등에는 사용이 금지 될 수 있다. 기관지 천식 등의 호흡기질환이 있는 사람도 건강상의 문제로 통행이 금지될 수 있다.

## 통행료
2013년 4월 1일 이후의 요금은 다음과 같다.
- 일반차량 600엔
- 경차 300엔
- 오토바이 100엔
- 마이크로 버스 1,600엔
- 중형 버스 2,000엔

요금은 왕복요금이다. 막다른 길이므로 편도요금은 존재하지 않는다. 출입구가 분리되어 있으며, 입구에서 징수된다. 이용 가능 시간은 계절에 따라 다르고, 야간에는 폐쇄 된다.

## 연결도로
- 구마모토 지방도 298호 아소공원 하야선